# 11546 Miyoshimachi
11546 Miyoshimachi este un asteroid din centura principală de asteroizi.

## Descriere
11546 Miyoshimachi este un asteroid din centura principală de asteroizi. A fost descoperit pe 28 octombrie 1992 la Kitami de Masayuki Yanai și Kazuro Watanabe. Asteroidul prezintă o orbită caracterizată de o semiaxă mare de 2,34 ua, o excentricitate de 0,18 și o înclinație de 3,7° în raport cu ecliptica.